# Iskorost, Korosten
Iskorost (în ucraineană Іскорость) este un sat în comuna Hotînivka din raionul Korosten, regiunea Jîtomîr, Ucraina.

## Demografie
Componența lingvistică a localității Iskorost
     Ucraineană (96,1%)
     Rusă (3,9%)
Conform recensământului din 2001, majoritatea populației localității Iskorost era vorbitoare de ucraineană (96,1%), existând în minoritate și vorbitori de rusă (3,9%).